# Карпухин, Александр Павлович
Александр Павлович Карпухин (род. 5 июня 1985, Дзержинский, СССР) — российский баскетболист, играющий на позиции атакующего защитника.

## Карьера
Воспитанник СДЮСШОР «Спартак», дебютировал в Суперлиге «Б» в составе «Динамо-2».
С 2006 по 2010 год играл за «Автодор», завоевав с саратовской командой золотые медали Суперлиги Б 2008/2009
Также выступал за «Рязань», «Урал», видновский «Спарта и К» и ростовский «Атаман».
В сезоне 2012/2013 Карпухин вернулся в «Автодор», став бронзовым призёром Суперлиги.
Сезон 2014/2015 провёл в составе екатеринбургского «Урала» в Суперлиге. На счету Карпухина 36 матчей, в которых он в среднем набирал 13,8 очка, 4,2 подбора и 1,8 передачи за 26,9 минуты.
В августе 2015 года стал игроком «Зенита». В составе петербургского клуба Карпухин стал бронзовым призёром Единой лиги ВТБ, а также финалистом Кубка России. В 52 матчах в Единой лиги ВТБ и Еврокубка Карпухин набирал в среднем 3,3 очка, 0,6 подбора и 0,4 передачи за 9,3 минуты.
В июне 2016 года перешёл в УНИКС. В составе казанской команды принял участие в 6 матчах Единой лиги ВТБ, в которых в среднем набирал 4,5 очка, 0,8 подбора и 0,8 передачи. В декабре УНИКС и Карпухин приняли решение о расторжении контракта по обоюдному согласию.
Новой командой Александра стал «Автодор», подписав контракт до окончания сезона 2016/2017. За саратовскую команду провёл 7 матчей в Единой лиге ВТБ, набирая в среднем 1,6 очка и 0,7 подбора за 6 минут. Кроме того, он сыграл 4 матча за молодёжную команду, где его средняя статистика составила 17,0 очка, 3,8 подбора, 2,8 передачи и 1,3 перехвата за 30 минут.
В июле 2017 года Карпухин подписал контракт с «Темп-СУМЗ-УГМК», но, из-за проблем со здоровьем Александра контракт был расторгнут по обоюдному согласию сторон.
Пропустив сезон 2017/2018, в августе 2018 года Карпухин вернулся в «Урал».

## Достижения

### Клубные
- Бронзовый призёр Единой лиги ВТБ: 2015/2016
- Бронзовый призёр чемпионата России: 2015/2016
- Чемпион Суперлиги (2): 2008/2009, 2011/2012
- Бронзовый призёр Суперлиги: 2012/2013
- Серебряный призёр Кубка России: 2015/2016

### Сборная России
- Серебряный призёр чемпионата Европы до 16 лет: 2006

## Статистика
| Сезон                                                                                   | Команда   | Лига            | GP | GS | MPG  | FG%  | 3P%  | FT%  | RPG | APG | SPG | BPG | PPG |  |
| 2015/16                                                                                 | Все клубы | Все лиги        | 52 | 4  | 9,3  | 38,5 | 37,2 | 37,5 | 0,6 | 0,4 | 0,3 | 0,0 | 3,3 |  |
| 2015/16                                                                                 | Зенит     | Единая лига ВТБ | 36 | 2  | 8,4  | 40,4 | 41,7 | 50,0 | 0,5 | 0,3 | 0,2 | 0,0 | 3,3 |  |
| 2015/16                                                                                 | Зенит     | Кубок Европы    | 16 | 2  | 11,4 | 35,1 | 27,0 | 33,3 | 0,9 | 0,7 | 0,4 | 0,0 | 3,3 |  |
| 2016/17                                                                                 | Все клубы | Все лиги        | 14 | 0  | 7,7  | 44,0 | 45,0 | 76,9 | 0,7 | 0,4 | 0,1 | 0,1 | 2,9 |  |
| 2016/17                                                                                 | УНИКС     | Единая лига ВТБ | 6  | 0  | 9,4  | 54,5 | 55,6 | 76,9 | 0,8 | 0,8 | 0,0 | 0,0 | 4,5 |  |
| 2016/17                                                                                 | УНИКС     | Евролига        | 1  | 0  | 8,4  | 50,0 | 50,0 | 0,0  | 0,0 | 0,0 | 0,0 | 0,0 | 3,0 |  |
| 2016/17                                                                                 | Автодор   | Единая лига ВТБ | 7  | 0  | 6,0  | 33,3 | 33,3 | 0,0  | 0,7 | 0,0 | 0,1 | 0,1 | 1,6 |  |
|                                                                                         |           | Всего           | 66 | 4  | 9,0  | 39,2 | 38,3 | 61,9 | 0,6 | 0,4 | 0,2 | 0,0 | 3,2 |  |
| Наведите курсор мыши на аббревиатуры в заголовке таблицы, чтобы прочесть их расшифровку |           |                 |    |    |      |      |      |      |     |     |     |     |     |  |